# Stelis desantiagoi
Stelis desantiagoi är en orkidéart som beskrevs av Rodolfo Solano Gómez och Gerardo A. Salazar. Stelis desantiagoi ingår i släktet Stelis och familjen orkidéer. Inga underarter finns listade i Catalogue of Life.